# Shamisen

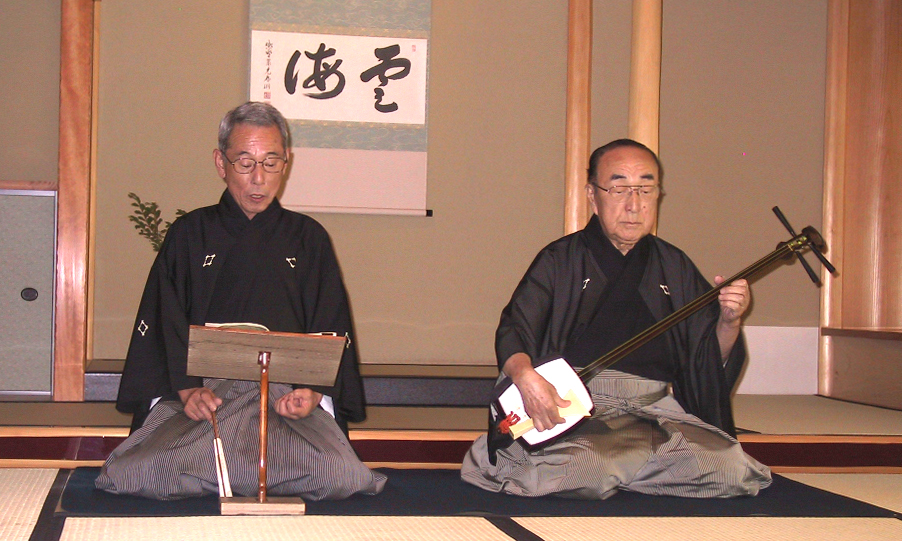
Un hombre tocando un shamisen mientras otro lo acompaña cantando.

El shamisen o samisen (三味線?), es un instrumento musical japonés derivado del chino sānxián (tres cuerdas), el cual apareció en China durante la dinastía Yuan del siglo XIII. El sānxián chino fue introducido a las islas Ryukyu (Okinawa, principalmente), suroeste de Japón, desde donde llegó a Sakai (Prefectura de Osaka) alrededor del año 1562 y de allí se extendió por todo el país.
El sānxián así como el sanshin de Ryūkyū están cubiertos de piel de serpiente de la India, mientras que el shamisen japonés es de piel de gato o perro. Antiguamente las cuerdas eran de seda, aunque hoy se utiliza más un material llamado tetrón. Las cuerdas se tocan con una especie de dedal hecho de cuerno de búfalo llamado bachi, dentro del cual se coloca el dedo índice de la mano derecha. Aunque en los inicios el instrumento solo estaba al alcance de la nobleza de Ryūkyū, el sanshin se fue transformando progresivamente hasta estar finalmente al alcance de la gente común alrededor del siglo XIX. La escasez de piel de serpiente india pitón hizo que la caja se recubriera  de papel en lugar de la piel de serpiente. A finales de la Segunda Guerra Mundial se inventaron sanshines hechos con materiales sencillos como latas, para la caja y tela de paracaídas, para las cuerdas. Estos se denominan kankara-sanshin.
Otras modificaciones del instrumento, aparte de los diferentes métodos de ejecución, fueron los cambios significativos que se produjeron en los estilos de música.

## Estilos
Los estilos de la música shamisen se pueden clasificar en tres grupos principales:
- Utamono (estilo cantado).
- Katarimono (estilo narrado).
- Minyo (canciones folclóricas).

El estilo más antiguo de la música shamisen fue el Shamisen-kumiuta. Este estilo apareció en el área de Osaka y Kyoto, área conocida como Kamigata (hoy día sería, aproximadamente, el centro de la región de Kansai). 
El Shamisen-kumiuta fue conocido por el Ji-uta, que literalmente significa canciones locales del área de Kamigata. Más adelante el Jiuta se combinó con el Koto y surgió el Tegoto-mono, siendo a su vez compuesto solo por música Shamisen.

## El shamisen en el teatro
Un instrumentista de Shamisen del teatro Kabuki en Osaka, llamado Sakata Hyoshiro vino a Edo a participar en el teatro Kabuki con una música Shamisen parecida a la del Ji-uta. Creando un nuevo estilo en el Kabuki Edo llamado Naga-uta, que significaba canción larga. Este estilo se fue perfeccionando llegando a ser la música más importante en el Kabuki, acompañando principalmente las danzas. Dentro de este estilo, el Shamisen tuvo una gran participación en interludios, siendo acompañado por los instrumentos del teatro japonés Noh, que se componían de una flauta y tres tipos de percusión. Además, otro grupo de músicos tocan detrás, dándole un maravilloso efecto a la atmósfera del escenario, estos se llaman Geza-bayashi o Kage-bayashi.
El segundo mayor género, Katari-mono, es el más característico de la música japonesa, teniendo un fascinante estilo vocal que no se encuentra en Europa. Katari-mono significa estilo narrativo. También es llamado Joruri, porque el precursor de la música Shamisen narraba la historia de una joven llamada Joruri. En el comienzo del periodo Edo un pionero de la música narrativa de Shamisen, cuyo nombre no se sabe, apareció en Kamigata. 
Este fue seguido por muchos otros, entre los cuales se encuentra Takemoto Gidayu (1651-1714), quien estableció un nuevo nombre al Joruri para el teatro de muñecas: Gidayu-bushi, en cooperación con Chikamatsu Monzaemon (1653-1724), el escritor de drama más famoso del teatro Kabuki y el teatro de muñecas. 
En el siguiente periodo surgieron muchas variantes o tipos de Edo Joruri, pero solo Tokiwazu, Kiyomoto y Shinnai sobrevivieron como los mayores géneros de la música narrativa de Shamisen, junto con el Gidayu de Kamigata.
A finales del periodo Edo otro género de estilo cantado surgió entre las clases populares de Edo. La música, Ha-uta, que significa canción corta fue el resurgimiento de la música popular antigua de comienzos del periodo Edo.
Zokkyoku, que significa melodía popular, fue otro género de canciones populares acompañadas por el Shamisen, Este género abarca todo tipo de canciones populares, siendo más tarde refinado para la vida de la ciudad.
Finalmente, otro gran tipo de música Shamisen debe de ser mencionado por su gran popularidad. El Naniwa-bushi. Este pertenece al estilo narrativo y se originó en Sekkyo-bushi, una combinación muy antigua de la narrativa Joruri y Gidayu. El nombre viene de la ciudad Naniwa, actualmente Osaka, donde se estableció. El estilo y el texto de la música Naniwa-bushi era mejor apreciada por las clases medias, favoreciendo la difusión de viejas costumbres y virtudes japonesas; la obligación y la naturaleza humana. Es de destacar que la música Naniwa-bushi entró en decadencia durante la Segunda Guerra Mundial, debido a que la música popular americana tomó su lugar.
Un gran número de Minyo (canciones folclóricas) ha sido influenciado por la música Shamisen. Especialmente por el modo dominante de la música Shamisen, la escala In.

## El Shamisen y el cantante
El Shamisen es un instrumento que suele acompañar a un cantante, por lo que la música puramente instrumental la vemos sólo en los interludios de las piezas teatrales, como en el Naga-uta. Como regla general, la línea melódica del Shamisen forma casi la misma melodía que la del cantante, pero el Shamisen controla el ritmo haciendo que la voz del cantante sea más clara dependiendo de los golpes fuertes del plectro.
La afinación de un shamisen depende del rango del cantante, el cual puede variar grandemente. Los tres estándares de afinación del shamisen, según el sistema tradicional japonés, son el honchoshi (Si, Mi, Si), niagari (Si, Fa#, Si) y sansagari (Si, Mi, La). 

## Construcción e interpretación
El Shamisen se toca pinzando y golpeando las cuerdas con el plectro en la mano derecha y parando las cuerdas con tres dedos de la mano izquierda. El punto más característico de tocar un Shamisen es que el plectro (o los dedos) golpean la piel al mismo tiempo que se golpean las cuerdas. Hay muchos otros factores que determinan la calidad del sonido, como el grosor de la piel, cuerdas y mástil, así como la altura donde el plectro golpea las cuerdas. Las variaciones en el timbre son un elemento muy importante de la música Shamisen.
Los músicos de shamisen suelen formar grupos o gremios dependiendo del género que se toque, asignándose un nombre propio, así vemos que un Kineya toca sólo Nagauta, mientras que un Takemoto toca sólo Gidayu.  Los instrumentos para estos géneros difieren en el tamaño, en el peso del puente, en el calibre de las cuerdas y en el tipo de púa o plectro. 
El mástil y el tablero de clavijas están, hoy en día, construidos de manera separada lo que permite que el instrumento sea desmontable en tres secciones pudiendo ser fácilmente transportable.
La madera por excelencia para la construcción del mástil y el cuerpo son la de sándalo rojo, moral o membrillo. Las clavijas son de plástico o marfil y las cuerdas de seda entrelazada.
Es de destacar que las dos cuerdas del extremo superior pasan sobre el puente de metal superior, mientras que la inferior no descansa sobre este, sino que toca ligeramente la elevación del mástil, haciendo que la cuerda vibre contra la madera.. Este sonido resultante se conoce como Sawari. El Sawari es indispensable para el tono correcto del Shamisen, siendo responsabilidad de cada músico, incluso del creador, el control de la delicada tensión de la cuerda para producir el Sawari.
Su invención en el siglo XVIII se debe probablemente a que los antiguos intérpretes de Shamisen usaban un laúd largo, el biwa, que tiene una característica tonal similar.
Las cuerdas están sujetas a lo largo del cuerpo rectangular por una cuerda de seda.  El cuerpo está hecho de cuatro piezas de madera convexa, cubiertas por delante y detrás con piel de gato o perro. Las pieles se adhieren con pegamento y por encogimiento. Finalmente se le añade un semicírculo de piel extra en la parte centro superior de la caja para protegerla de los golpes del plectro.
Los buenos plectros están hechos de marfil o de madera con la punta de marfil, excepto en cierta música de cámara en los cuales se utiliza puntas de caparazón de tortuga.
Aunque no siempre se utiliza el plectro. En algunas formas de música shamisen, como el Kouta, se utiliza el punteo con los dedos o uñas. Los puentes suelen ser de plástico, madera o marfil, siendo el más extenso el de madera, para música de cámara.

## La músicashamisenfuera del teatro
La tradición de conciertos puramente de música Shamisen comenzó con las interpretaciones narrativas fuera del teatro, en el que aparecía la interpretación femenina dentro de su contexto. En el siglo XIX fueron creadas nuevas composiciones de Naga-uta que no tenían conexiones teatrales, y el culto al compositor se hizo más fuerte. Hacia la mitad del siglo XX el estudio amateur de la música Shamisen se convirtió en “respetable”, este cambio le dotó de una cultura próspera y de buenos resultados técnicos. Las notaciones de los siglos XVIII y XIX, las cuales utilizaban sílabas o símbolos para representar las posiciones de los dedos, fueron remplazados por las nuevas notaciones basadas en el sistema francés Chevé, con números arábicos, ritmo occidental y sistema de barras de compás. 
Recitales estudiantiles, piezas para conciertos, revistas especiales y grabaciones por famosos intérpretes aparecieron. Hasta mediados del siglo XX era posible comprar grabaciones o notaciones para el repertorio básico de los principales géneros, al mismo tiempo que asistir a conciertos o escuchar composiciones contemporáneas para conjuntos de instrumentos tradicionales. El sistema tradicional de gremios, de trabajar por un nombre profesional, siguió siendo fuerte, aunque al mismo tiempo se imparten clases de estilos occidentales. Hoy en día es posible, por ejemplo, graduarse en Shamisen en la Universidad Nacional de Tokio de Bellas Artes y Música.